# Comtat de Vannes

Escut del Bro Waroch

El comtat de Vannes fou una jurisdicció feudal de Bretanya centrada a la ciutat de Vannes.

## Bro Waroch
Antigament fou un regne bretó anomenat en llengua nativa Waroch (Broërec o Broërec'h) agafat del primer rei del país, la història del qual és coneguda a través de Gregori de Tours que fa referència a les lluites dels reis bretons contra els merovingis al segle vi. Els seus sobirans són esmentats com a reis o prínceps.

## Comtat de Vannes
Les notícies desapareixen als segles vii i viii i reapareix com a comtat segurament a causa de l'establiment de la influència carolíngia vers el 799 quan els caps bretons van agafar el títol de comtes en les seves zones de govern i el comte de Nantes (sota domini franc) va nomenar un germà seu com a comte a Vannes; entre 814 i 818 va estar dominat pel cap nacional bretó, rebel contra Lluís el Pietós, Morvan que finalment va morir en combat el 818. Nominoe fou nomenat duc i es va fer independent i llavors va dominar Vannes i va seguir en poder de la corona amb Erispoé (851-852) i amb Salomó I de Bretanya, fins que aquest va cedir el comtat a un gendre que al cap de 5 anys, al morir el seu sogre fou comte de Nantes i pretendent al tron bretó.
Després del 913 amb les invasions normandes i les lluites entre els comtes que es diputaven el poder a Bretanya va desorganitzar el territori i finalment el comtat de Vannes va quedar integrat en el domini dels successius ducs. L'entitat va desaparèixer totalment dins el domini ducal sota Conan I de Bretanya (990).

### Reis de Vannes o de Bro Waroch
| Regne               | Titular            | Notes |
| ------------------- | ------------------ | --- |
| vers segles IV/V    | Caradoc Freichfras | Cavaller de la Taula Rodona, rei semilegendari de Gwent i de Vannes.                                                                                          |
| vers 490            | Eusebi             | Rei de Vannes i de l'Alt Vannetais |
| vers 500 -vers 550  | Waroc'h I          | Rei del Baix Vannetais després del Vannetais |
| vers550 a vers560   | Canaó I            | fill |
| vers 560 a vers 577 | Macliau            | fill de Waroc'h I - antic bisbe de Vannes |
| vers 577            | Jacob              | fill |
| vers 577 a vers 594 | Waroc'h II         | fill de Macliau |
| v. 594              | Canaó II           | fill |
| vers 814 a vers818  | Morvan Lez-Breizh  | , rei rebel, governa sobre el Bro Waroch, el país de Domnonea (francès Domnoné, del Trégor al país de Dol, passant per Goëlo i Penthièvre) i el país de Léon. |

### Comtes de Vannes
| Regne     | Titular        | Notes |
| --------- | -------------- | --- |
| 799 a 813 | Frodoald       | germà de Guiu de Nantes (família Guidònida)                                                                 |
| 813 a 831 | Guiu II        | fill |
| 831 a 851 | Nominoë        | pare de la nació bretona (Tad ar Vro)                                                                       |
| 865 a 877 | Pascweten      | gendre del rei Salomó de Bretanya, comte de Nantes el 870, pretendent al tron de Bretanya                   |
| 877 a 907 | Alan I el Gran | comte de Nantes i de Vannes el 877, rei de Bretanya.                                                        |
| 907 a 913 | Rudalt         | fill |
| vers 970  | Orscand        | bisbe de Vannes, se sap que controlava el Vannetais per compte del duc Conan I de Bretanya, comte de Rennes |